# نيكولاس واتربور
نيكولاس Waterboer (بالإنجليزية: Nicolaas Waterboer)‏ (و. 1819 – 1896 م) هو سياسي من جنوب أفريقيا .